# Fujiwara no Sadakata
Fujiwara no Sadakata (藤原定方; 873 – 932) è stato un poeta e nobile giapponese del primo periodo Heian (794-1185).

## Biografia
Era membro del ramo Kanjūji del clan Fujiwara e secondo figlio del naidaijin Fujiwara no Takafuji e di Miyaji no Resshi, che diede alla luce anche una bambina, sua sorella Fujiwara no Inshi dama di compagnia dell'imperatore Uda e la madre naturale dell'imperatore Daigo. Ha avuto diversi figli, tra cui Fujiwara no Asatada, Fujiwara no Asahira, Fujiwara no Asayori, il principe Yoshiakira e le figlie che hanno sposato Fujiwara no Kanesuke e Fujiwara no Morotada. Ricoprì le cariche di Junii e Udaijin (Ministro della Destra). Viveva nella residenza "Sanjō" e per questo è anche chiamato Sanjō Udaijin (三条右大臣).

## Carriera
Nell'895 fu nominato funzionario minore della provincia di Mutsu e nell'896 fu assegnato come kokushi della provincia di Owari. In seguito ha ricoperto incarichi di governo nelle province di Sagami e Bizen. Nel 909 fu promosso a sangi e nel 913 a chūnagon. Dopo il 920 fu scelto come dainagon e nel 921 come shōsanmi. Infine fu promosso udaijin nel 924 e junii nel 926. Morì nel 932 e una settimana dopo la sua morte fu promosso postumo a juichii (Primo grado junior).

## Poesia
Scrisse poesie waka e musica orchestrale, come i suoi contemporanei Ki no Tsurayuki e Ōshikōchi no Mitsune che furono suoi mecenati. Diciannove sue poesie sono incluse nelle antologie Kokinwakashū e Ogura Hyakunin Isshu. La sua personale raccolta di poesie si intitola Sanjō Udaijin-shū (三条右大臣集).
Una delle sue poesie è inclusa in Ogura Hyakunin Isshu :
(Ogura Hyakunin Isshu n. 25)